# Tertia (Unternehmen)
Die Tertia GmbH (Eigenschreibweise: TERTIA) fungiert als Holdinggesellschaft einer unter dem Namen Tertia-Gruppe auftretenden Gruppe von Unternehmen. Sie ist ein 1973 gegründeter privater Arbeitsmarktdienstleister mit den Schwerpunkten Qualifizierung, Vermittlung in Arbeit, Coaching, öffentlich geförderte Beschäftigung und berufliche Rehabilitation.
Die Unternehmensgruppe ist deutschlandweit tätig und hat ihren Firmensitz in Alfter bei Bonn. Sie beschäftigt in etwa 160 Niederlassungen mit Stand 31. Oktober 2022 eine Stammbelegschaft von 1204 Mitarbeitern und erzielte im Geschäftsjahr 2021/22 mit 94,3 Mio. Euro 7,8 Prozent mehr Umsatz als im Vorjahr. Das Angebot von Tertia richtet sich an Ausbildungs- und Arbeitssuchende, Arbeitnehmer, öffentliche Institutionen (v. a. die Bundesagentur für Arbeit, die Jobcenter und das Bundesamt für Migration und Flüchtlinge) sowie Unternehmen der freien Wirtschaft.
Die Unternehmen der Tertia GmbH sowie ihre Coaching- und Bildungsangebote sind nach AZAV zertifiziert.

## Unternehmen der Unternehmensgruppe
- Tertia GmbH
- Tertia Berufsförderung GmbH & Co. KG (TBF)
- Gesellschaft zur Förderung der Arbeitsaufnahme mbH & Co. KG (GFA)

Tertia Vermittlungsagentur GmbH & Co. KG (TVA) ist am 11. Juni 2024 mit der Tertia Berufsförderung GmbH & Co. KG (TBF) verschmolzen.